# Битва біля Трапані (1266)
Битва при Трапані — морська битва, що відбулася 23 червня 1266 року біля Трапані, Сицилія, між флотами Республіки Генуя та Республіки Венеція, як частина війни Святого Сави (1256—1270). Під час війни венеційці тримали перевагу в морських протистояннях, що змусило генуезців вдаватися до торговельних набігів і уникати битв військових флотів. У кампанії 1266 року генуезці мали чисельну перевагу, але про це не знав генуезький полководець Ланфранко Борбоніно. У результаті генуезці пробули на Корсиці до кінця травня. В цей час венеційський флот під командуванням Якопо Дондуло продовжував курсувати у водах навколо південної Італії та Сицилії в очікуванні появи генуезького флоту. Побоюючись, що інша сторона має більше кораблів, обидві сторони посилили свої флоти додатковими кораблями, але генуезці зберегли невелику чисельну перевагу.
Два флоти зустрілися біля Трапані на Сицилії 22 червня. Дізнавшись про менший розмір венеційського флоту, генуезька військова рада вирішила атакувати, але вночі Борбоніно скасував рішення і натомість наказав своїм кораблям зайняти оборонну позицію, зв'язавши їх між собою ланцюгами біля берега. Коли 23 числа венеційський флот атакував, багато екіпажів генуезьких кораблів, в основному укомплектованих найнятими іноземцями, занепали духом і покинули свої кораблі. Битва завершилась нищівною перемогою венеційців, які потопили або захопили весь генуезький флот. Після повернення до Генуї Борбоніно та більшість його капітанів були засуджені та оштрафовані на великі суми за боягузтво.
Незважаючи на поразку, Генуя продовжувала війну, в якій жодна зі сторін не змогла отримати вирішальної переваги, доки вона не була закінчена за посередництва Франції в 1270 році.

## Передумови
Війна Святого Сави між ворогуючими італійськими морськими республіками Венецією та Генуєю спалахнула в 1256 році за доступ до портів і ринків Східного Середземномор'я та контроль над ними. У битві біля Акри в 1258 році і знову в битві при Сеттепоцці в 1263 році венеційський флот продемонстрував свою перевагу над своїм генуезьким супротивником. Отже, генуезці почали уникати прямих зіткнень з венеційським бойовим флотом. Замість цього вони зосередились на торговельному рейдерстві на венеційські торговельні конвої. Прикладом цього типу війни є битва при Сасено в серпні 1264 року, коли генуезці захопили щорічний венеційський торговий конвой (муда), що прямував до Леванту.
У той же час дипломатична позиція венеційців покращилася, оскільки візантійський імператор Михаїл VIII Палеолог розірвав союзний договір з Генуєю через поразки союзного візантійсько-генуезького флоту в битвах проти Венеції. У 1264 році він вигнав генуезців з Константинополя та шукав зближення з Венецією, що завершилося укладанням тимчасового пакту про ненапад у 1265 році, хоча він був ратифікований лише через три роки. У 1265 році не відбулося серйозних боїв на морі, і венеційський флот із 16 галер під командуванням адмірала Джованні Дельфіно успішно супроводив річний торговий конвой до Леванту та назад до Венеції. Генуезький флот із десяти галер під командуванням видатного дворянина Симона Гуерсіо затримався в плаванні і венеційці встигли безпечно повернутись в Адріатичне море За словами військово-морського історика Камілло Манфроні, існувало дві причини, чому війна велася таким повільним способом: обидві сторони зіткнулися з серйозними фінансовими проблемами і, крім того, зіткнулися з висадкою в Італії амбітного французького принца Карла Анжуйського, яка спонукала обидві військово-морські сили зайняти обережну позицію.

## Підготовка до битви
Для набігу 1266 року Генуя підготувала флот з 18 галер і великого нао на чолі з Ланфранко Борбоніно. Коли наприкінці квітня флот вирушив на Корсику, надійшли новини про збільшення чисельності венеційського флоту і генуезці вирішили додати до своєї флотилії ще дев'ять галер, які приєдналися до решти флоту в Боніфачо на Корсиці в травні.
Насправді венеційський флот, згідно з венеційським хроністом Мартіно да Канал налічував лише 15 галер (генуезькі Анналі Генуезі повідомляють лише про десять кораблів). Якопо Дондуло (часто помилково називали Дандоло), досвідчений моряк, який, як казали, «знає гавані та нори, де ховаються генуезці», був призначений його командиром. Через фінансові обмеження основна частина флоту мала бути забезпечена венеційськими колоніями — чотирма галерами з Криту, трьома галерами з Зари, а також трьома галерами та галеотом (тип легкої галери) з Негропонта — тоді як у самій Венеції було обладнано лише чотири галери.
Дондуло привів свій флот до Тунісу, де вони під час нічної атаки захопили генуезьке судно, вилучили його екіпаж і вантаж і спалили його. Наступного дня також було захоплено невелике торгове судно з Савони. На зворотному шляху до Мессіни венеційці зіткнулися з піратською ескадрою, що складалася з двох галер і saetta, і розбили її.  з генуезького порту Порто-Венере, захопивши одну з галер з більшою частиною екіпажу.
Можливо, венеційці сподівалися зіткнутися з генуезьким бойовим флотом у або поблизу Мессінської протоки, але, на їх щастя, враховуючи фактичну силу двох флотів, генуезці залишилися в Боніфачо. венеційці, вивантаживши свою здобич у Мессіні, відпливли до Венеції. Тим часом до Венеції дійшли новини про великий генуезький флот, і ще 10 галер під командуванням ветерана-командувача Марко Граденіго були відправлені, щоб приєднатися до Дондуло. Дві ескадри зустрілися в Рагузі, і їхні командири вирішили повернутися на Сицилію, щоб розшукати генуезький флот. Зіткнувшись з очевидною бездіяльністю генуезців, які нагадували попередній рік, багато венеційських патриціїв, які служили з флотом, дедалі прагнули залишити, щоб вони могли взяти участь у літньому торговельному конвої, який незабаром мав вирушити до Леванту, тож венеційський флот змушений був зупинитися в Апулії — ймовірно, у Галліполі — та дозволити їм висадитися та дістатись до Венеції по суші.  

## Битва

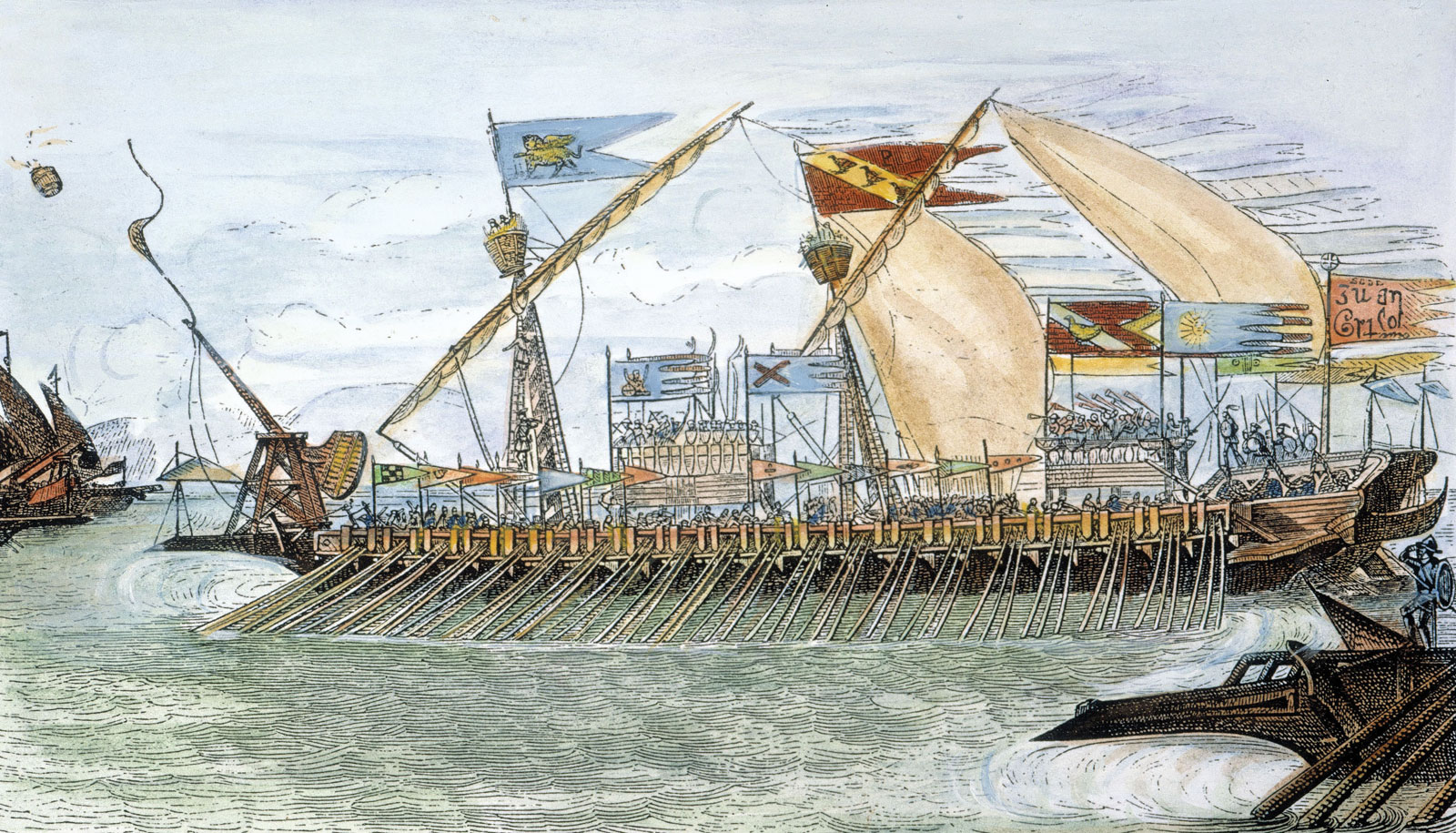
Венеційська галера XIII століття, гравюра на дереві Квінто Ченні

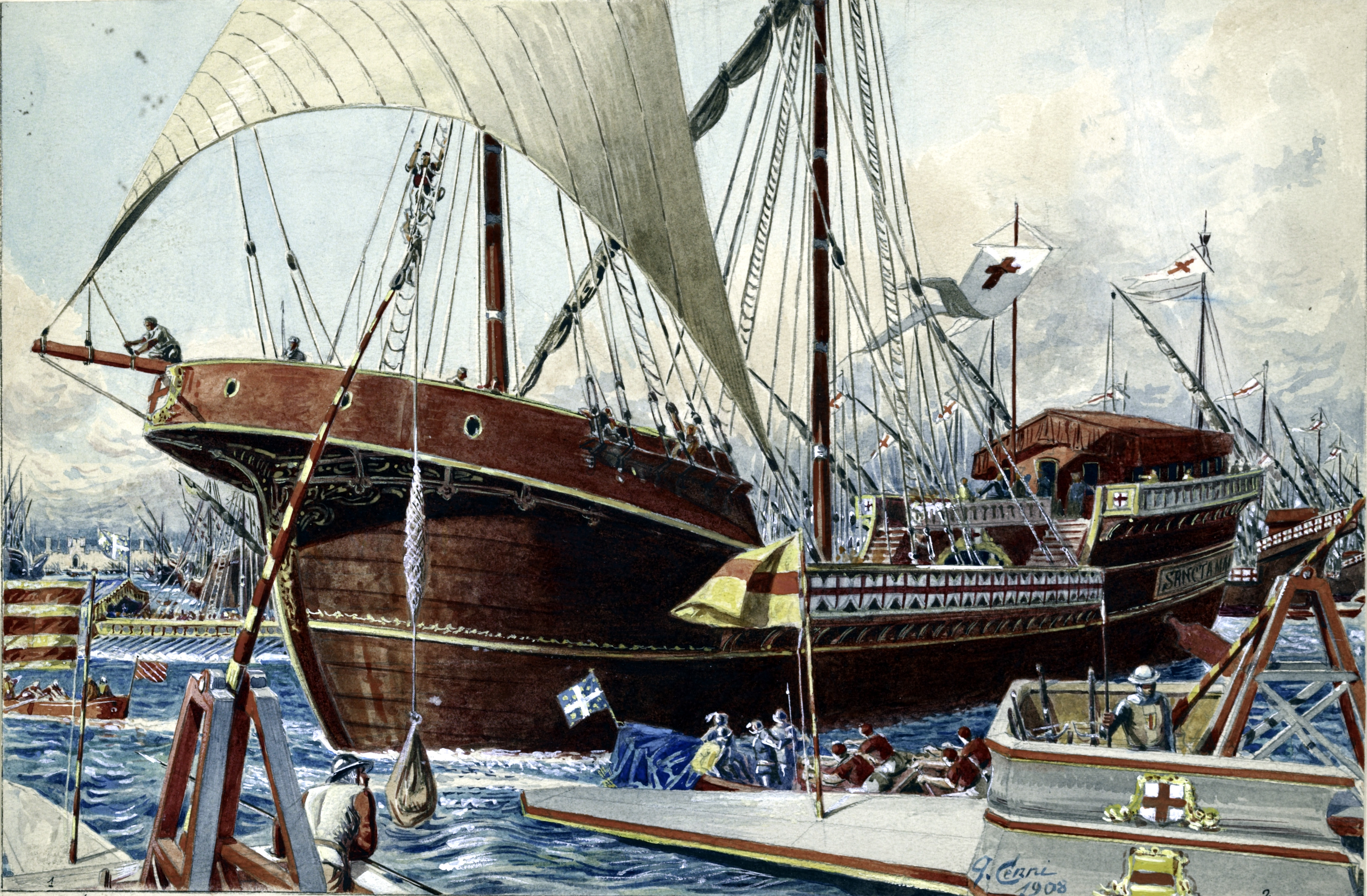
Генуезький наве, картина Квінто Ченні

Тим часом Борбоніно отримав повідомлення, що венеційці зібрали 30 галер або й більше, хоча насправді незначну чисельну перевагу мав саме генуезький флот. У результаті він вирішив відмовитися від нао і розподілив його екіпаж на інші судна, щоб підвищити їхню бойову силу. На початку червня Борбоніно вивів свій флот з Боніфачо, щоб вступити в битву з венеційцям. 22 червня, під час перебування генуезького флоту в Трапані, Борбоніно отримав дані розвідки про те, що венеційський флот знаходиться неподалік у Марсалі, і що він менший, ніж побоювались генуезці. Борбоніно скликав військову раду, до складу якої увійшли три радники, призначені консультувати командувача флотом, і всі капітани галер. Генуезькі капітани не довіряли своїм екіпажам, багато з яких, згідно з джерелами, були ломбардцями та іншими іноземцями, найнятими собі на заміну генуезькими громадянами, які прагнули уникнути труднощів і небезпек веслування на військовій галері. У результаті рада вирішила атакувати венеційців з боку відкритого моря, щоб у екіпажів не було спокуси залишити свої позиції і плисти до берега.
Однак незабаром після цього Борбоніно змінив попереднє рішення. Можливо, під впливом попередніх венеційських перемог у відкритому бою, він вирішив зайняти суто оборонну позицію, з'єднавши свої кораблі ланцюгами разом, з їх кормою, повернутою до безпечного берега, і носами, спрямованими в бік моря. Ця тактика давала багато переваг захиснику, особливо, за словами історика Джона Дотсона, «перед обличчям більш вмілого, агресивного супротивника»: вона гарантувала, що його флот не буде розділений на частини чи оточений по флангам, і що підкріплення можна буде швидко перекинути. на будь-яке судно, якому загрожує безпосередня небезпека. З іншого боку, це передбачало наявність у захисників дисциплінованості та стійкості. Для подальшого зміцнення своїх екіпажів Борбоніно найняв велику кількість місцевих трапанців, пропонуючи їм в оплату один золотий агостаро на день.
Наказ Борбоніно було виконано вночі, і коли наступного дня венеційський флот прибув до Трапані, він знайшов генуезькі галери зв'язаними та прикованими докупи. Розглянувши це як ознаку поганого морального духу своїх супротивників і незважаючи на зустрічний вітер, венеційці нетерпляче наступали на генуезців, здіймаючи гучні крики, щоб ще більше подавити моральний дух супротивника. Двічі венеційські спроби зламати генуезьку лінію зазнали невдачі, але під час третьої спроби їм вдалося відокремити три генуезькі галери від основної частини флоту. Генуезці намагалися протистояти атакам венеційців, направивши на ворожі кораблі палаючий брандер, але коли вони побачили успіх венеційців, серед генуезьких екіпажів почала поширюватися паніка. Вже розчаровані очевидною невпевненістю свого командира, генуезці почали залишати свої кораблі та пливти до берега в пошуках порятунку, так що врешті-решт венеційці змогли захопити всі 27 генуезьких галер, а також генуезькі екіпажи, які залишились на галерах. Венеційці відбуксирували 24 захоплені галери, а три були спалені на місці. Багато генуезців було вбито, у тому числі близько 1200 потонули, а 600 потрапили в полон.

## Наслідки
Борбоніно та його офіцери змогли врятуватись втечею, але коли звістка про битву надійшла до Генуї, їх судили за боягузтво та некомпетентність. 25 липня усіх очльників генуезького флоту, за винятком п'яти капітанів галер, було визнано винними та засуджено до конфіскації їхнього майна та вигнання, яке можна було скасувати лише після сплати великих штрафів. Борбоніно було засуджено до штрафу в розмірі 10 000 генуезьких фунтів, щоб скасувати вигнання, його радників — Рінальдо Себа та Бонавіа Конте да Нолі — до 3 000 (або 2 000, згідно з Annali Genovesi) фунтів, а капітани галери — названий лише один, Огеріо Вакка — 1000 фунтів. Усі вони також були засуджені відшкодувати Республіці її витрати на оснащення флоту. Дійсно, у той час як да Канале надає яскравий і детальний опис битви, Annali Genovesi просто повідомляє, що генуезькі екіпажі покинули свої кораблі майже одразу після того, як помітили венеційців. Манфроні коментує, що генуезький уряд та його літописець, ймовірно, прагнули покласти всю провину за поразку на плечі Борбоніно та виправдати катастрофу через приписане йому боягузтво.
З венеційської сторони Дондуло, після його тріумфального повернення до Венеції в липні з захопленими генуезькими кораблями був визнаний героєм і був нагороджений званням генерал-капітана моря, найвищою військово-морською посадою Венеції. Однак незабаром він посварився з дожем Реньєро Дзено. Дож наполягав на тому, щоб венеційський флот обмежувався супроводом торговельних конвоїв, тоді як Дондуло рішуче підтримував ідею, що після безпечного повернення торгових конвоїв додому, флот повинен не повертатися до Венеції, а залишатись в морі і атакувати генуезьке судноплавство. Через цю розбіжність Дондуло пішов у відставку, і його замінив його заступник Марко Дзено.
Венеційський тріумф під Трапані не вплинув кардинально на хід війни. Генуя все ще була здатна швидко відновити свої втрати. Вже в серпні інший генуезький флот із 25 кораблів під командуванням Оберто Доріа, члена могутньої родини Доріа та майбутнього капітано-дель-пополо Генуї, відплив і вирушив до Адріатики. Крім того, враховуючи те, що причина та мета конфлікту були комерційними, жодна зі сторін не думала про те, щоб спробувати напасти на основну територію іншої для вирішального удару. Тупикова ситуація між двома державами тривала до тих пір, поки король Франції Людовик IX, який бажав використати венеційський і генуезький флоти у своєму запланованому Восьмому хрестовому поході, не змусив обох підписати п'ятирічне перемир'я в Кремонському договорі 1270 року.

## Виноски
1. ↑  A nave, plural navi, was a type of large, broad-beamed cargo vessel equipped with lateen sails. Due to their size, high sides, and capacity to carry hundreds of marines, and even siege engines, they were almost impossible to defeat in battle except by another nave.[9]
2. ↑  A saetta, plural saette, was a type of smaller and narrower galley, with only one oarsman per bench rather than two or three, optimized for speed rather than carrying capacity.[14]
3. ↑  According to the Annali Genovesi, the Venetian fleet numbered 24 galleys and two saette.[18][19]